# Tama Mizuki
Tama Mizuki (水樹たま Mizuki Tama?,  nació 16 de julio de 1985) es una ídolo de huecograbado y talento femenino japonés. Ella es de la Saitama. Originalmente conocido como Hitomi Kitamura (北村ひとみ Kitamura Hitomi?) antes del 31 de agosto de 2010. Ella cambió su nombre artístico a nombre actual Tama Mizuki el 1 de septiembre de 2010.